# The Four Bags
The Four Bags ist eine US-amerikanische Jazzband, die 1999 in New York gegründet wurde.
Das Quartett The Four Bags, bestehend aus Brian Drye (Posaune), Jacob Garchik (Akkordeon), Sean Moran (Gitarre) und Mike McGinnis (Holzblasinstrumente), kombiniert Modern Jazz und Populäre Musik mit der Spielweise der klassischen Kammermusik. Ihr Debütalbum enthielt Film-Noir-Vignetten (K-Lounge), Beach-Boys-Coverversionen (Good Vibrations und Here Today) und Klangexperimente (Distance).; hinzu kommen in ihrer schlagzeuglosen Musik osteuropäische Einflüsse und Anklänge an Willem Breukers Musik.
Das Quartett trat bei verschiedenen Festivals auf, wie beim Celebrate Brooklyn! Festival, einem Burt-Bacharach-Tributkonzert im Lincoln Center, außerdem in New Yorker Clubs wie Cornelia Street Cafe, Barbès und The Bowery Poetry Club. Sie begleiteten ferner die Sänger Jackie Cain, David Garland und Judith Berkson. 2002 ging die Band auf eine Japan-Tournee.

## Diskographische Hinweise
- The Four Bags (2005)
- Off Shore (2005)
- Live at Barbès (2006)
- Forth (2011)